# Victoria Lust
Victoria Lust (* 2. Mai 1989 in Luton) ist eine ehemalige englische Squashspielerin.

## Karriere
Victoria Lust begann 2007 ihre Karriere und gewann neun Titel auf der PSA World Tour. Ihre höchste Platzierung in der Weltrangliste erreichte sie mit Rang zwölf im Juni 2019. Bei der Europameisterschaft 2011 erreichte sie mit dem Viertelfinale ihr bestes Resultat bei diesem Turnier. Bei Weltmeisterschaften scheiterte sie bislang stets in der Qualifikation. Mit der englischen Nationalmannschaft wurde sie 2015, 2016, 2017 und 2018 Europameister. 2016 und 2018 nahm sie mit England an der Weltmeisterschaft teil und wurde Vizeweltmeisterin. Sie beendete im März 2020 ihre Karriere.

## Erfolge
- Vizeweltmeister mit der Mannschaft: 2016, 2018
- Europameister mit der Mannschaft: 4 Titel (2015, 2016, 2017, 2018)
- Gewonnene PSA-Titel: 9